# Arne Settergren
Arne Settergren, född 17 mars 1935 i Bromma, är en svensk före detta seglare som tävlade i de olympiska sommarspelen 1964.